# Aimee Mann
Aimee Mann (Richmond, 8 de setembro de 1960) é uma cantora, baixista e compositora estadunidense.

## Biografia
Aimee Mann é ex-integrante da banda 'Til Tuesday, banda que conseguiu emplacar o single “Voices Carry” – também nome do primeiro álbum do grupo – na parada da MTV americana. O sucesso, porém, não foi repetido com o segundo disco e ela deixou a banda em 1990 para seguir em carreira solo. 
Aimee encontrou a fama através do diretor de cinema Paul Thomas Anderson, que afirmou ter escrito o roteiro do filme Magnolia escutando o terceiro trabalho solo de Aimee, chamado Bachelor N. 2. Isto fez com que sua carreira repercutisse mundialmente.
É casada com Michael Penn.

## Discografia

### Young Snakes
- 1982 - Bark Along with the Young Snakes (EP)
- 2004 - Aimee Mann & the Young Snakes (coletânea)

### 'Til Tuesday
- 1985 - Voices Carry
- 1986 - Welcome Home
- 1988 - Everything's Different Now
- 1996 - Coming Up Close: A Retrospective (coletânea)

### Solo
- 1993 - Whatever
- 1995 - I'm With Stupid (álbum)
- 1999 - Magnolia: Music from the Motion Picture (trilha-sonora)
- 2000 - Bachelor No. 2
- 2000 - Ultimate Collection (coletânea)
- 2002 - Lost in Space
- 2003 - Lost in Space (SACD/Vinyl on Mobile Fidelity Sound Lab)
- 2004 - Live at St. Ann's Warehouse (álbum ao vivo e DVD)
- 2004 - Bachelor No. 2 (SACD/Vinyl from Mobile Fidelity Sound Lab)
- 2005 - The Forgotten Arm
- 2006 - One More Drifter in the Snow (álbum de natal)
- 2008 - Smilers
- 2012 – Charmer
- 2017 - Mental Illness

### Convidada e covers
- 1987 - "Time Stand Still"; Rush (backing vocal) música do álbum, Hold Your Fire
- 1996 - "Christmastime"; Michael Penn, música dos créditos do filme Hard Eight
- 1996 - "Baby Blue"; cover da banda Badfinger para o tributo, Come and Get It: A Tribute to Badfinger
- 1997 - "Nobody Does It Better", cover de Carly Simon tema do filme The Spy Who Loved Me também inclusa na compilação Shaken & Stirred: The David Arnold James Bond Project
- 1999 - "Wise Up", "Nothing Is Good Enough", "Save Me", "One", cover da banda Three Dog Night para a trilha sonora do filme Magnolia
- 2000 - "Reason to Believe"; parceria com Michael Penn, música cover do artista Bruce Springsteen para o tributo Badlands: A Tribute To Bruce Springsteen's Nebraska
- 2002 - "Two of Us", Beatles cover, parceria com Michael Penn para a trilha-sonora do filme I Am Sam
- 2002 - "Lucy in the Sky with Diamonds", Beatles cover, em parceria com para a trilha-sonora do filme I Am Sam
- 2004 - "The Scientist", cover da banda Coldplay, contida no álbum Lost in Space Special Edition
- 2004 - "Static on the Radio"; parceria com Jim White para o álbum Drill a Hole in That Substrate and Tell Me What You See
- 2005 - "That's Me Trying", cover de William Shatner; (backing vocal) para o álbum Has Been
- 2007 - "Save Me" inclusa na trilha-sonora do filme O Clube de Leitura de Jane Austen escrito e dirigido por Robin Swicord
- 2012 - "No More Amsterdam"  (Steve Vai) (vocais) - música do álbum The Story of Light

## Como atriz
- Participação especial no filme The Big Lebowski (1998).
- Com a banda no seriado Buffy the Vampire Slayer, no episódio "Sleeper", tocando as canções "This Is How It Goes" e "Pavlov's Bell" at The Bronze. "Pavlov's Bell" entra na trilha-sonora Buffy soundtrack album Buffy the Vampire Slayer: Radio Sunnydale - Music from the TV Series - Radio Sunnydale.
- Aimee e banda em episódio do seriado The West Wing, tocando um cover do cantor James Taylor chamada "Shed a Little Light" no Rock the Vote concert.
- Convidada no episódio de Love Monkey, "The One Who Got Away".
- A cantora aparece na minissérie The Assassination of Gianni Versace: American Crime Story, no episódio "House by the Lake", cantando um cover da música Drive, da banda The Cars.

## Em Portugal
Aimee Mann actuou duas vezes em Portugal.
A primeira foi em 2007.
A segunda foi em 18 de Outubro de 2008 no Coliseu dos Recreios, em Lisboa, com a primeira parte do espectáculo de Tiago Bettencourt.
O alinhamento completo do concerto foi o seguinte:
- Stranger Into Starman
- Looking For Nothing
- Freeway
- Phoenix
- Save Me
- Wise Up
- Great Beyond
- That's Just What You Are
- Red Vines
- Columbus Ave.
- Little Tornado
- Thirty One Today
- Borrowing Time
- Today's The Day
- How am I Different

Encore
- One
- Deathly

## Prêmios e indicações
Grammy Awards
| Ano  | Trabalho          | Categoria                                     | Resultado |
| ---- | ----------------- | --------------------------------------------- | --------- |
| 2001 | Magnolia          | Best Compilation Soundtrack for Visual Media  | Indicado  |
| 2001 | "Save Me"         | Best Song Written for Visual Media            | Indicado  |
| 2001 | "Save Me"         | Best Female Pop Vocal Performance             | Indicado  |
| 2006 | The Forgotten Arm | Best Recording Package                        | Venceu    |
| 2009 | Fucking Smilers   | Best Boxed or Special Limited Edition Package | Indicado  |
| 2018 | Mental Illness    | Best Folk Album                               | Venceu    |

Outros prêmios
| Ano  | Prêmio                                | Trabalho       | Categoria                        | Resultado |
| ---- | ------------------------------------- | -------------- | -------------------------------- | --------- |
| 1985 | American Video Awards                 | "Voices Carry" | Best Female Performance          | Venceu    |
| 2000 | Oscar Awards                          | "Save Me"      | Oscar de melhor canção original  | Indicado  |
| 2000 | Golden Globe Awards                   | "Save Me"      | melhor canção original           | Indicado  |
| 2000 | Las Vegas Film Critics Society Awards | "Save Me"      | Best Original Song               | Indicado  |
| 2000 | Online Film & Television Association  | "Save Me"      | Best Original Song               | Indicado  |
| 2000 | Satellite Awards                      | "Save Me"      | Best Original Song               | Indicado  |
| 2000 | MTV Video Music Awards                | "Save Me"      | Best Video from a Film           | Indicado  |
| 2000 | MTV Video Music Awards                | "Save Me"      | Best Editing                     | Venceu    |
| 2013 | A2IM Libera Awards                    | Charmer        | Creative Packaging Award         | Indicado  |
| 2018 | A2IM Libera Awards                    | Mental Illness | Best American Roots & Folk Album | Venceu    |